# Plattskärm
En plattskärm, för tv-apparater även kallad platt-TV, är en grund bildskärm där en plasmaskärm eller LCD-skärm ersatt katodstråleröret.
Plattskärmar används idag till bland annat datorer och som platt-TV-apparater.

## Jämförelse mellan plattskärmar och katodstråleskärmar

### Fördelar
- Läcker betydligt mindre elektromagnetisk strålning.
- Mer energieffektiva.
- Tar upp mindre plats.
- Inget flimmer.